# Andrew Louth
Andrew Louth FBA (/laʊθ/; nascut l'11 de novembre del 1944) és un teòleg anglès. És professor emèrit de patrística i estudis romans d'Orient de la Facultat de Teologia i Religió de la Universitat de Durham, on ensenya des del 1996. Anteriorment havia ensenyat a la Universitat d'Oxford (majoritàriament patrística) i el Goldsmiths' College (història de l'Imperi Romà d'Orient i de l'alta edat mitjana). És membre de l'Acadèmia Britànica i formà part del Consell de l'Acadèmia Britànica des del 2011 fins al 2014. Fou president de la Societat d'Història Eclesiàstica (2009-10).
Nasqué l'11 de novembre del 1944 a Louth (Lincolnshire) i estudià a les universitats de Cambridge i Edimburg.
Louth, que havia estat un sacerdot anglicà, es convertí al cristianisme ortodox el 1989 i fou ordenat capellà ortodox el 2003.

## Obres seleccionades
- Louth, A. Greek East and Latin West: The Church, AD 681-1071 (en anglès).  St. Vladimir's Seminary Press, 2007. ISBN 9780881413205.
- Louth, A. (2002), St. John Damascene: Tradition and Originality in Byzantine Theology, Oxford early Christian studies., Oxford University Press, ISBN 9780199275274
- Louth, A. & Raitt, Jill (1998), Wisdom of the Byzantine Church: Evagrios of Pontos and Maximos the Confessor, Paine Lectures in Religion, 1997, Facultat d'Estudis Religiosos de la Universitat de Missouri, OCLC 38570047
- Louth, A. (1996), Maximus the Confessor, Early Church Fathers, Routledge London, ISBN 0203991273
- Louth, A. (1989), Discerning the Mystery: An Essay on the Nature of Theology, Clarendon, ISBN 0198261969
- Louth, A.; Oden, T. C.; Conti, M. (2001). Genesis 1-11; Volum 1. Taylor & Francis. ISBN 1579582206.